# Iglesia luterana de Berdiansk
La iglesia luterana de Berdiansk (en ruso: Христа Спасителя; en alemán: Erlöserkirche) es un edificio religioso de la iglesia evangélica luterana alemana situado en Berdiansk, óblast de Zaporiyia (Ucrania). 

## Historia
El distrito colono de Berdiansk se formó en 1822 en tierras colonizadas por alemanes del Mar Negro. Los alemanes de Berdiansk, que vivían en el área que todavía hoy se llama "la colonia", jugaron un papel importante en el desarrollo de la ciudad. Trazaron caminos que los ciudadanos de hoy todavía llaman como los llamaban los colonos alemanes.
Una casa de oración fue construida en 1850. Dos veces al año, la parroquia de Berdiansk era visitada por el párroco de Grunau, cerca de Mariúpol.
La construcción de la iglesia actual comenzó en 1901 con donaciones de la comunidad, que ascendía a más de 1000 personas en ese momento. La mayoría de ellos eran alemanes que vivían en uno de los suburbios de la ciudad, el llamado Deutsche Vorstadt. Junto a la iglesia se construyó un salón parroquial, que más tarde se convirtió en una escuela luterana alemana y el templo fue consagrado el 26 de septiembre de 1903.
Como resultado de un decreto de la RSS de Ucrania en 1919, la iglesia y el estado fueron separados y la propiedad de la iglesia fue confiscada. En la década de 1920, la iglesia se deterioró, en la década de 1930, la congregación se disolvió y la iglesia se cerró por completo (además los pastores fueron perseguidos políticamente).
Como resultado del ataque alemán en la Segunda Guerra Mundial, todos los alemanes fueron deportados.
En los años de la posguerra, la iglesia albergaba la escuela secundaria No. 3. Más tarde, en la década de 1970, el edificio fue utilizado por la Universidad Pedagógica Estatal de Berdiansk. 
El 24 de junio de 1997 comenzó el renacimiento de la congregación luterana en Berdiansk. Eventualmente, luego de que se presentó una demanda, la iglesia fue devuelta a la comunidad. El primer servicio en la Iglesia restaurada fue el 1 de julio de 2007.

## Arquitectura
La iglesia de estilo neogótico es un edificio de ladrillo rojo sin revocar de planta rectangular. En el diseño de las fachadas se utilizaron contrafuertes, ojivales y almenas. Las vidrieras crean un ambiente especial dentro de la iglesia. La entrada principal está diseñada como un portal ojival sobre el que se abre una ventana redonda. La aguja, las almenas y parte del mobiliario de la iglesia luterana se perdieron durante la era soviética.

## Galería

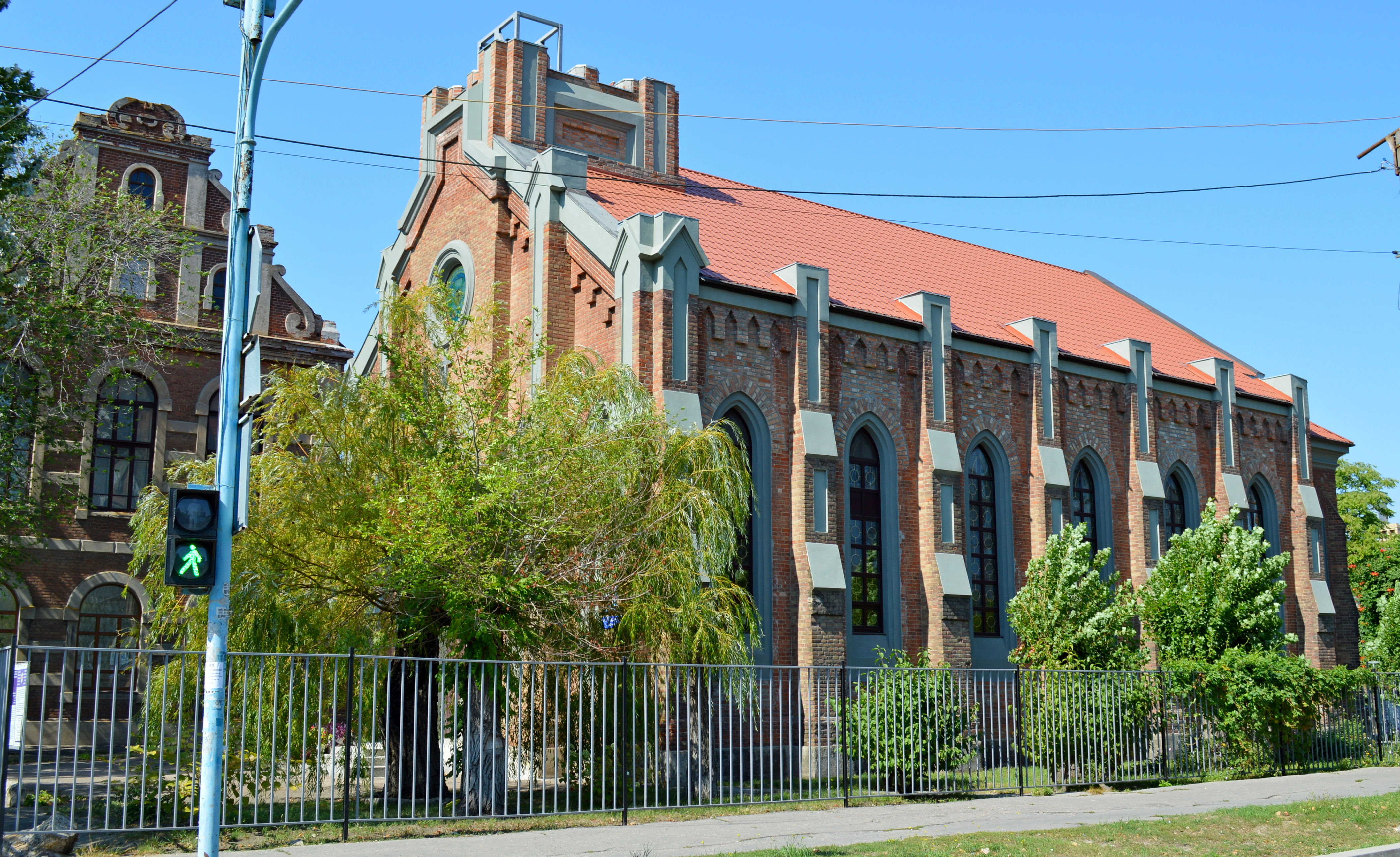
Vista lateral de la iglesia
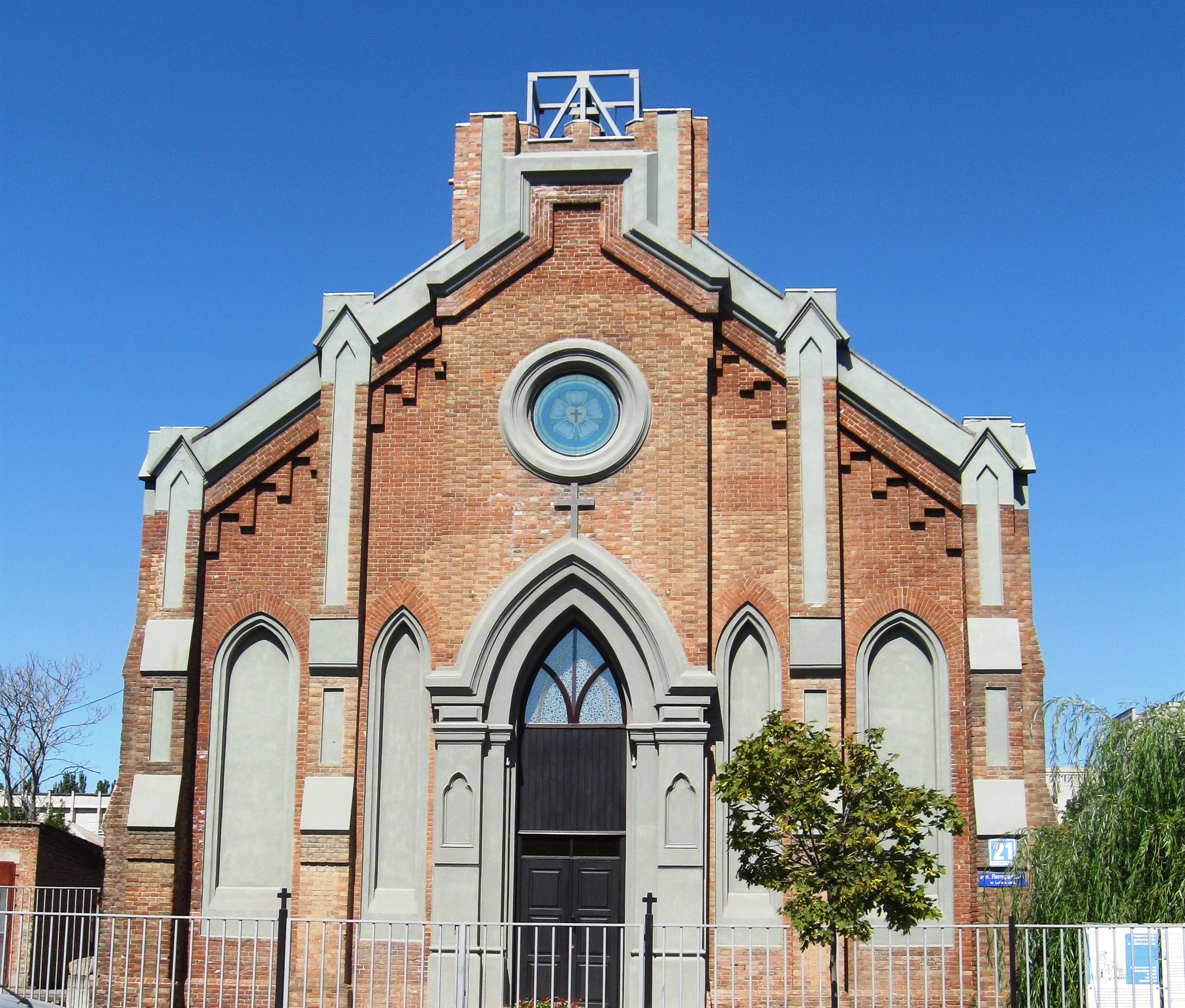
Fachada de la iglesia
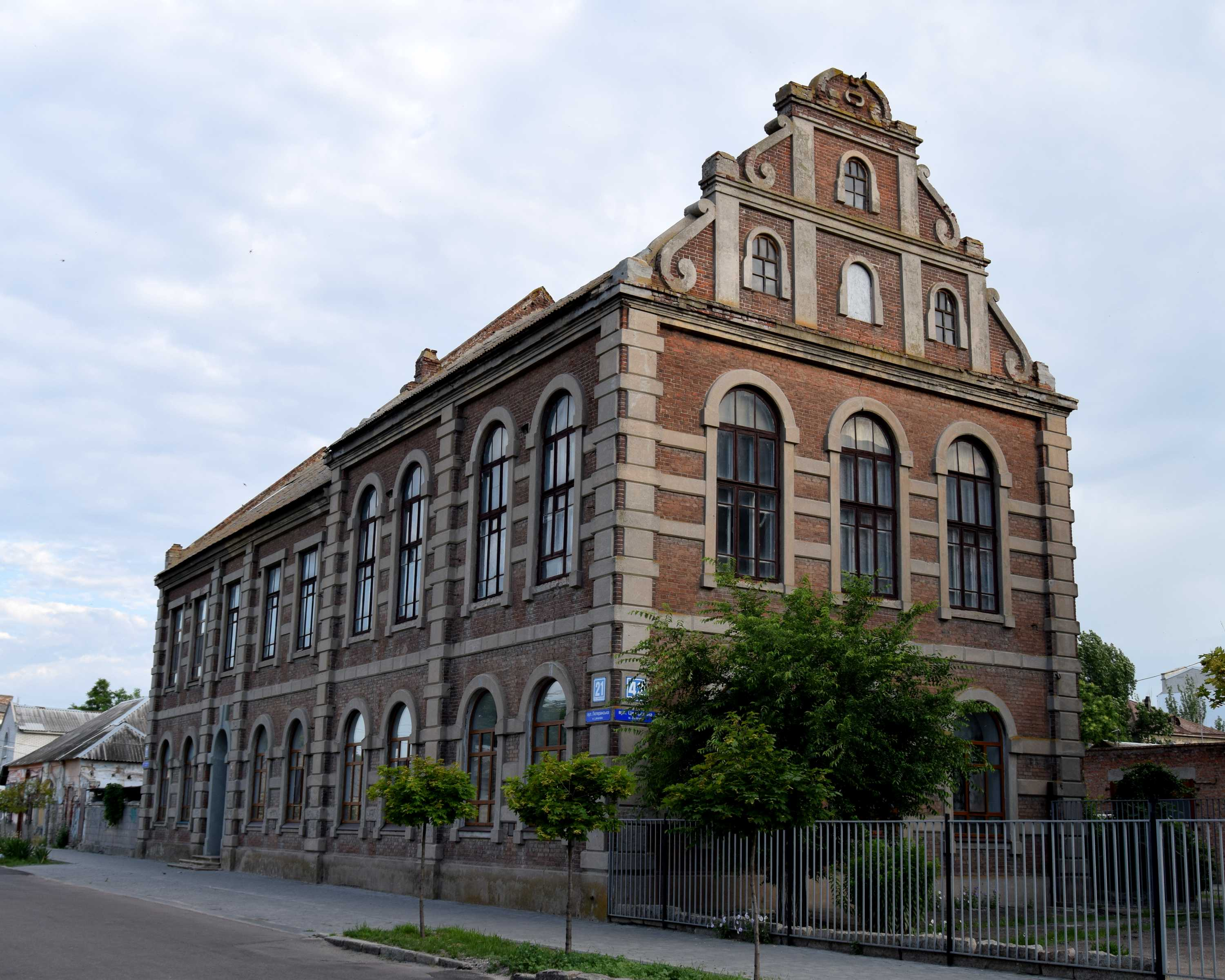
Vista completa de la iglesia
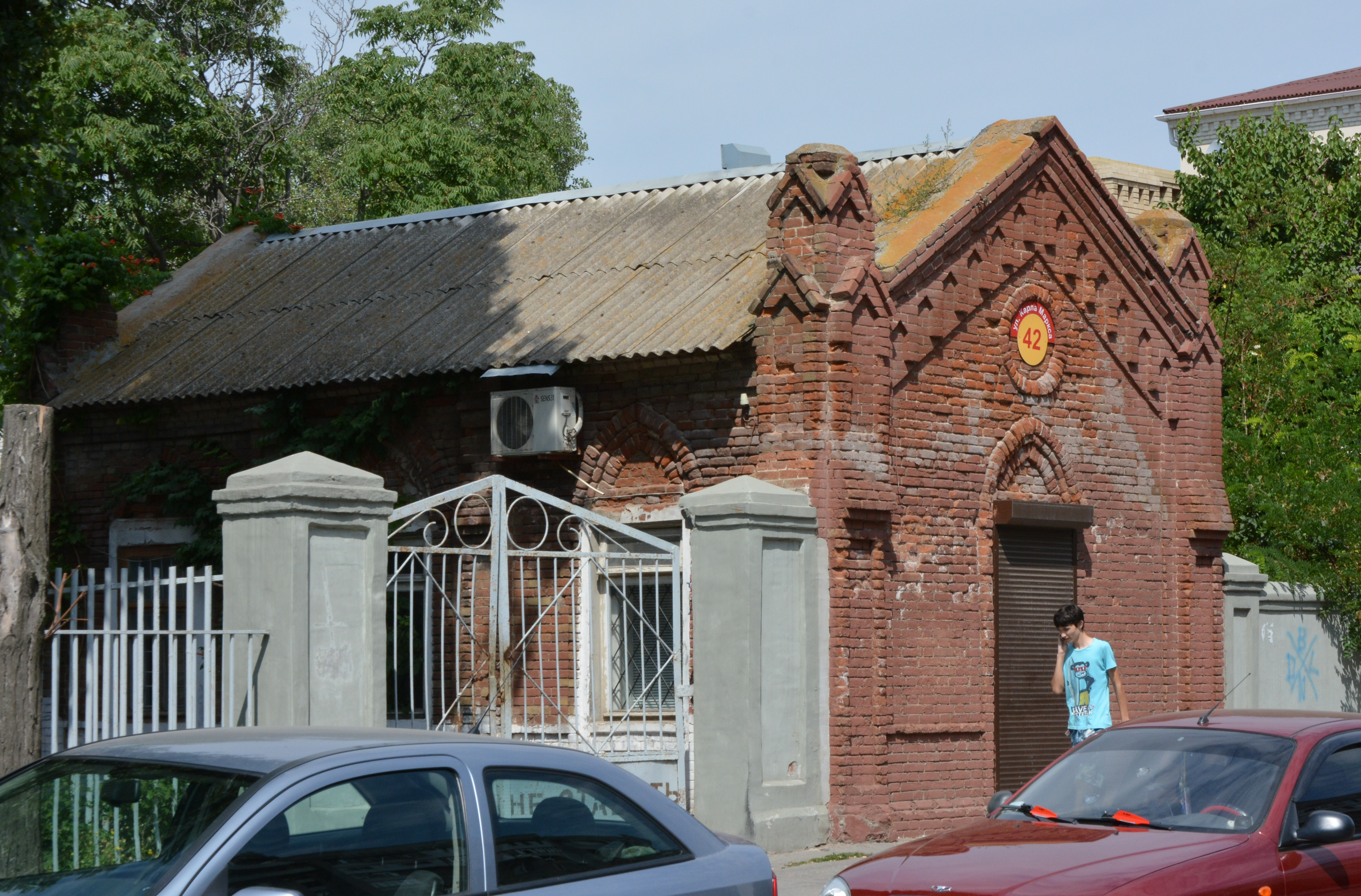
Casa del antiguo cuidador